# Traficando Informação
Traficando Informação é um álbum de estúdio lançado em 1999 pelo cantor de rap brasileiro MV Bill. Esta trabalho é uma regravação do álbum de estreia do cantor, CDD Mandando Fechado, lançado pelo selo independente Zâmbia em 1998.
O álbum conquistou um prêmio em 2000, na categoria Álbum do Ano, do Prêmio Hutúz.

## Faixas
1. "Introdução"
2. "Traficando Informação"
3. "Um Crioulo Com Uma Arma na Mão"
4. "Marquinhos Cabeção"
5. "A Noite" (part. Coral Gospel Brothers)
6. "De Homem pra Homem"
7. "Como Sobreviver na Favela"
8. "Soldado do Morro"
9. "Contraste Social"
10. "Pare de Babar" (part. Kmila CDD)
11. "Atitude Errada"
12. "Sem Esquecer das Favelas"
13. "Marquinhos Cabeção [Remix]" (part. Silvera)

## Produção Musical
- MV Bill - faixas 1, 2, 4, 9, 10
- Ice Blue - faixas 3, 5, 7, 11
- DJ Luciano Rocha - faixas 1, 6, 8, 12, 13
- Silvera - faixa 13

##### Músicos participantes:
- DJ TR - scratches
- Mario Caldato - programações e teclado
- Newton Carneiro - arranjos, teclado e guitarra
- Vander Carneiro - gravação, mixagem e masterização